# JenaXL
JenaXL is een middelbare school in Zwolle waar leerlingen les krijgen volgens het jenaplanonderwijs. Op  JenaXL kunnen leerlingen de richtingen vwo, havo, theoretisch en kader volgen.
In 2009 werd de school officieel opgericht. Tot 2009 behoorde de locatie toe tot het Thomas a Kempis College als locatie Thomas a Kempis College Zuid. In 2009 ging de school van start met 60 leerlingen verdeeld over leerjaar 1 en 2.. In de daaropvolgende jaren is de school uitgegroeid en kunnen leerlingen op alle vier de niveaus examen doen. In 2022 groeide de locatie aan de Gelijkheid uit haar jasje en is er gezocht naar een nieuwe locatie in Zwolle. Vanaf het schooljaar 2023-2024 is JenaXL gevestigd op een centrale plek, op vijf minuten fietsen van het centraal station, aan de Koningin Wilhelminastraat 93 in Zwolle.
AOC De Groene Welle · Carolus Clusius College · De Boog · Greijdanus · Gymnasium Celeanum · JenaXL · Luzac Lyceum Zwolle · Meander College · TalentStad · Thomas a Kempis College · Thorbecke Scholengemeenschap · Van der Capellen Scholengemeenschap

Voormalig: Diezer College · Het Kwartiers